# Maurycy Poznański
Maurycy Poznański (ur. 20 lutego 1868 w Łodzi, zm. 5 maja 1937 w Nicei) – polski fabrykant, działacz społeczny oraz polityczny pochodzenia żydowskiego, związany z Łodzią. Wiceprezes Rady Centralnego Związku Polskiego Przemysłu, Górnictwa, Handlu i Finansów w 1920 roku.

## Życiorys
Urodził się w Łodzi jako najmłodsze z sześciorga dziecko Izraela Poznańskiego i Leonii Hertz. Studiował w Wyższej Szkole Nauk Ekonomicznych w Berlinie, a następnie w Wiedniu, Francji, Anglii oraz Włoszech. W 1899 roku powrócił do Łodzi i w tym samym roku został mianowany przez swojego ojca prezesem zarządu Towarzystwa Akcyjnego Wyrobów Bawełnianych I.K. Poznańskiego.
Działał w ponad 15 towarzystwach, organizacjach i związkach politycznych, gospodarczych i przemysłowych. Między innymi, w 1896 roku założył, wraz ze szwagrem Stanisławem Silbersteinem, Towarzystwo Akcyjne Przędzalni Wełny Czesankowej „Dąbrówka”, w którym pełnił rolę prezesa rady oraz dyrektora zarządu. Był też współzałożycielem Łódzkiego Towarzystwa Wzajemnego Kredytu powstałego 1897 roku, a także Towarzystwa Akcyjnego „Bawełna” w Moskwie utworzonego w 1904 roku. W połowie lat dziewięćdziesiątych XIX w. należał do zarządu Towarzystwa Zachęty Wyścigów Konnych. Był również współwłaścicielem „Expressu Ilustrowanego” (formalnie właścicielką była jego żona Sara). W latach 1911–1914 zasiadał w Radzie Miejskiej jako honorowy radny. W wyborach do Rady Miejskiej, przeprowadzonych w styczniu 1917 roku, uzyskał mandat radnego, startując z listy Komitetu Wyborczego Pięciu Zrzeszeń Przemysłu i Handlu.
Maurycy Poznański czynnie działał jako mecenas sztuki. Między innymi, wspierał finansowo Teatr Miejski w Łodzi, był współzałożycielem i wiceprezesem Polskiego Towarzystwa Teatralnego, a także członkiem zarządu Łódzkiego Towarzystwa Muzycznego. Był również jedną z osób zamawiających obrazy u łódzkiego malarza Samuela Hirszenberga.

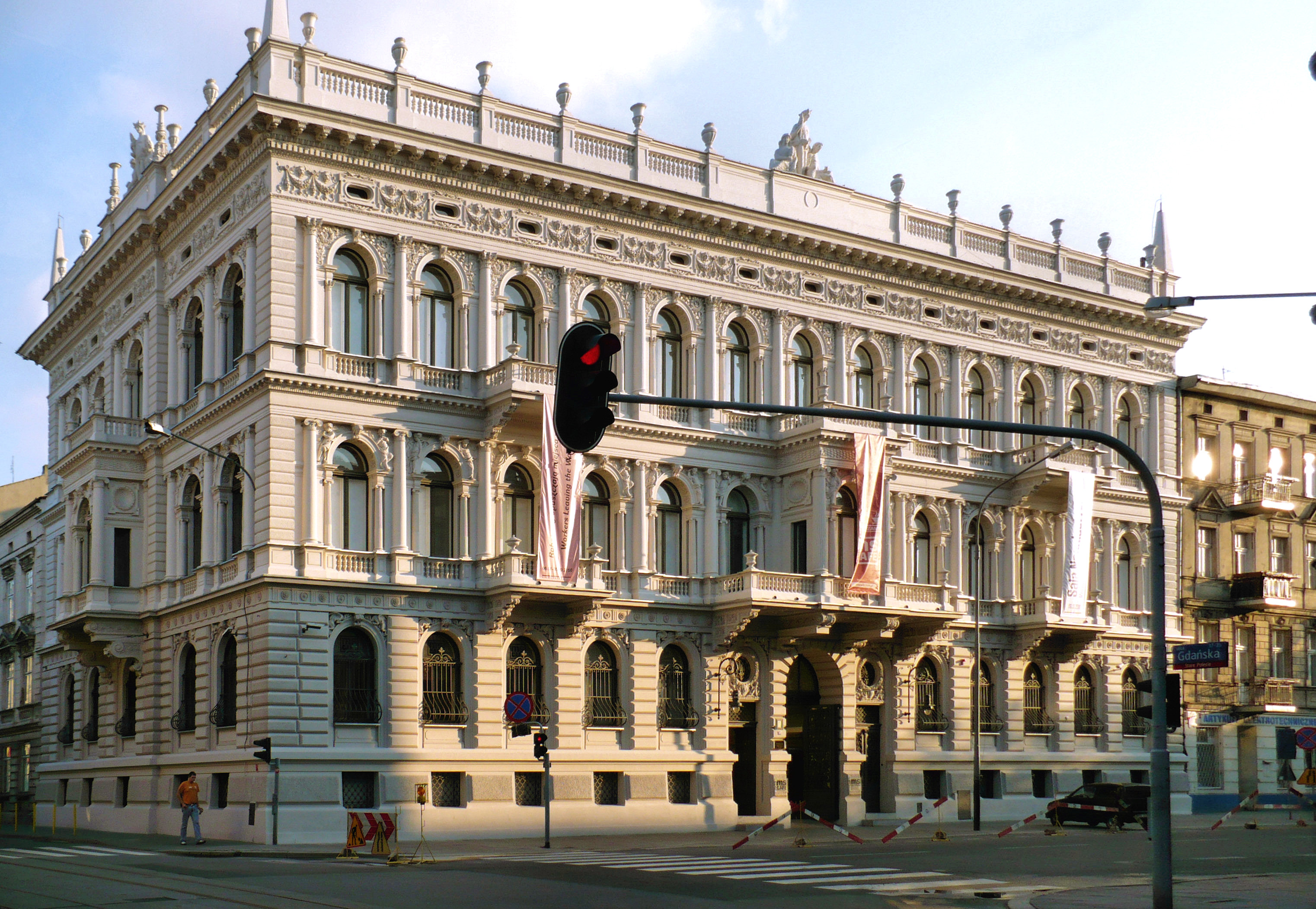
Pałac Maurycego Poznańskiego współcześnie (lipiec 2010)

Od zakończenia I wojny światowej zasiadał w ciałach zarządzających w rodzinnej firmie (tj. Towarzystwie Akcyjnym Wyrobów Bawełnianych I.K. Poznańskiego), która coraz bardziej popadała w kłopoty finansowe. W 1924 firma zawiązała umowę z włoskim holdingiem Societa Italiana Commercio Materie Tessili (Sicmat), który udzielił przedsiębiorstwu Poznańskich pożyczkę na 18% w skali roku oraz zastrzegł prawo wyłączności w dostarczaniu spółce bawełny ze Stanów Zjednoczonych. Sytuacja finansowa firmy stawała się coraz cięższa, co potęgował dodatkowo rodzinny konflikt pomiędzy zasiadającymi w zarządzie spółki. Od stycznia 1929 w pozycji wierzyciela zakładów znalazł się włoski bank Banca Commerciale Italiana, który zajął miejsce zbankrutowanego Sicmat. Wówczas akcjonariusze firmy Poznańskich założyli Syndykat Akcjonariuszy Spółki Akcyjnej Wyrobów Bawełnianych I.K. Poznańskiego w Łodzi i zadecydowali o kontynuowaniu działalności firmy. Porozumiano się ze Stanisławem Sebastianem Lubomirskim oraz Andrzejem Wierzbickim z Centralnego Związku Polskiego Przemysłu Górnictwa Handlu i Finansistów „Lewiatan”, aby wynegocjować korzystne warunki u włoskiego banku. Doszło do porozumienia nazwanego „umową mediolańską”. Powstała grupa, która wyemitowała uprzywilejowane akcje, z których 1800 zostało przejęte przez holding związany z BCI, a 800 zakupiła rodzina Poznańskich. Poza tym, syndykat przekazał 5 tysięcy zwykłych akcji w depozyt do Banku Handlowego, które to pozostawały do dyspozycji włoskiego banku. Przez takie rozwiązanie, BCI stał się głównym udziałowcem łódzkiej spółki. Po 1931 roku Maurycy Poznański nie został już wybrany do żadnego z organów zarządzających. Z czasem coraz mniej interesował się sprawami rodzinnej firmy, aż wreszcie zupełnie z tego zrezygnował.
Maurycy Poznański był właścicielem pałacu, zbudowanego w latach 90. XIX wieku według projektu Adolfa Zeligsona, a znajdującego się w Łodzi przy skrzyżowaniu ulic płk. dr. Stanisława Więckowskiego i Gdańskiej.

### Działalność polityczna
Od 1916 roku Maurycy Poznański udzielał się politycznie. Związał się wtedy ze Związkiem Niezawisłości Gospodarczej, a po odzyskaniu przez Polskę niepodległości, ze Stronnictwem Polityki Realnej, której to partii był jednym z założycieli. W 1919 roku uczestniczył w konferencji pokojowej w Paryżu, na którą pojechał jako jeden z członków delegacji wybranych przez Ignacego Paderewskiego. Tam przyczynił się między innymi do uzyskania poparcia zachodniego kapitału dla udzielenia Polsce pożyczki w wysokości 10 milionów funtów szterlingów. 17 listopada 1926 został zaproszony, razem z Robertem Geyerem, Karolem Scheiblerem jr i Henrykiem Grohmanem, na organizowaną przez Stronnictwo Prawicy Narodowej konferencję, której celem miało być zorganizowanie łódzkiego oddziału partii. Fabrykanci poparli pomysł i już 14 grudnia powstał łódzki oddział SPN, a Maurycy Poznański pełnił rolę prezesa oddziału.
W 1933 roku Maurycego Poznańskiego mianowano jako polskiego przedstawiciela w Międzynarodowej Izbie Handlowej w Paryżu oraz w Trybunale Rozjemczym organizacji. Zamieszkał na stałe w Paryżu i nie powrócił już do Łodzi.

### Życie prywatne
Maurycy Poznański prowadził bujne życie towarzyskie i miał związek z wieloma kobietami. Pierwszą jego żoną była Marianna Syrkiewicz, z którą miał córkę Leokadię. Po jakimś czasie się rozeszli, a Maurycy poznał Sarę Silberstein, córkę Markusa Silbersteina, którą poślubił 12 stycznia 1892 roku. Pomimo że małżeństwo nie uchodziło za udane, para doczekała się trójki dzieci (Ireny, Zofii, Izabeli).
Zmarł 2 maja 1937 roku w Nicei, podczas pobytu w kasynie. Tam również został pochowany, ale w 1939 roku przeniesiono jego zwłoki do Łodzi.

## Ordery i odznaczenia
- Krzyż Oficerski Orderu Odrodzenia Polski
- Złoty Krzyż Zasługi (9 listopada 1931) – za zasługi przy organizacji Powszechnej Wystawy Krajowej w Poznaniu[17]